# Lenox (Iowa)
Lenox é uma cidade localizada no estado americano de Iowa, no Condado de Adams e Condado de Taylor.

## Demografia
Segundo o censo americano de 2000, a sua população era de 1401 habitantes.
Em 2006, foi estimada uma população de 1284, um decréscimo de 117 (-8.4%).

## Geografia
De acordo com o United States Census Bureau tem uma área de
5,3 km², dos quais 5,1 km² cobertos por terra e 0,2 km² cobertos por água. Lenox localiza-se a aproximadamente 395 m acima do nível do mar.

## Localidades na vizinhança
O diagrama seguinte representa as localidades num raio de 16 km ao redor de Lenox.